# Рёгоку-Экоин
Рёгоку-Экоин (яп. 回向院) ― буддийский храм, относящийся к буддийской школе Чистой земли. Храм расположен в квартале Рёгоку токийского специального района Сумида. Храм являлся основным местом организации турниров по борьбе сумо (1768―1935).

## История
2 марта 1657 года произошёл великий пожар годов Мэйрэки, который уничтожил до 70% города Эдо (Токио) и явился причиной гибели более 100 тысяч человек. Сёгун Токугава Иэцуна повелел почтить память жертв пожара. Поскольку у большинства жертв не было выжившего родственника, который мог бы увидеть захоронение, сёгун распорядился выделить участок земли размером около 900 × 900 м на восточном берегу реки Сумида, где и были захоронены останки погибших. Была проведена большая поминальная служба по душам погибших и возведён памятник «Курган миллиона душ». Тогда же был построен храм для молитв Будде Амитабхе. Так зародился храм Рёгоку-Экоин.  С тех пор зал поклонения Экоин использовался для утешения душ всех тех живых существ, которые покидают этот мир и не имеют близких для поминовения их душ, включая жертвы стихийных бедствий и несчастных случаев, казнённых, а также домашних животных (лошадей, собак, кошек, птиц и др.). 
В 1793 году по приказу могущественного советник сёгуна Мацудайра Саданобу здесь был построен «Мемориал умерших детей», для утешения душ мертворождённых и абортированных детей.
После Великого землетрясения эпохи Ансэй (1855), на территории храма были похоронены его жертвы. Из идеи увековечения памяти не только людей всех конфессий, но и всех живых существ, на территории храма возникло много могил, памятников и мемориалов, посвящённых домашним животным, таких как «Мемориальная башня маленькой птички» и «Мемориальная башня собак и кошек», и даже памятник голове любимой лошади Токугавы Иэцуны.
На территории храмового комплекса находятся могилы известных личностей, таких как художник Масанобу Китао (1761—1816), политический деятель и философ Ёсида Сёин (1830—1859) и популярный народный вороватый герой Нэдзуми Кодзо (1797-1832). 

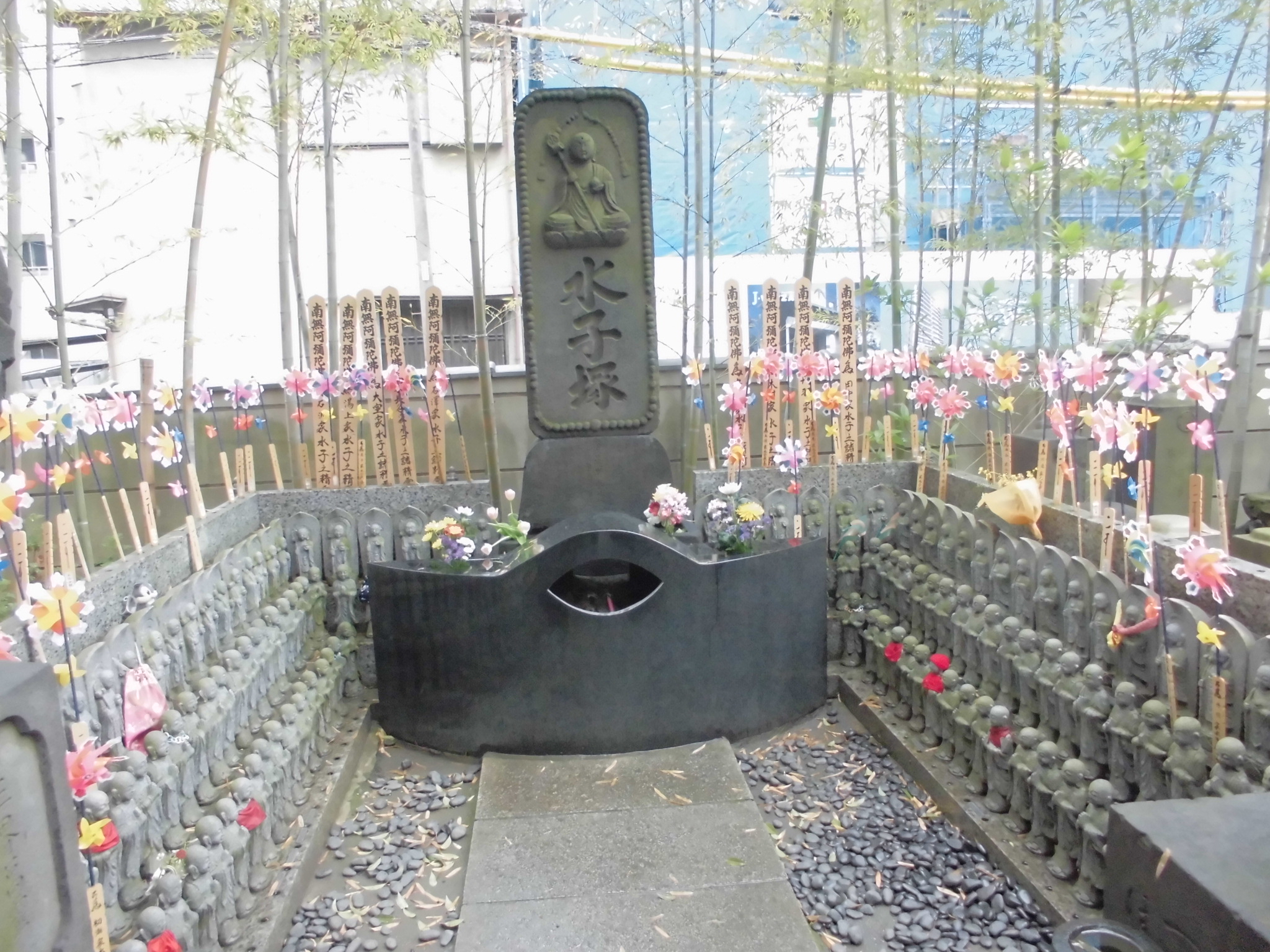
Мемориал утешению душ мертворожденных и абортированных детей
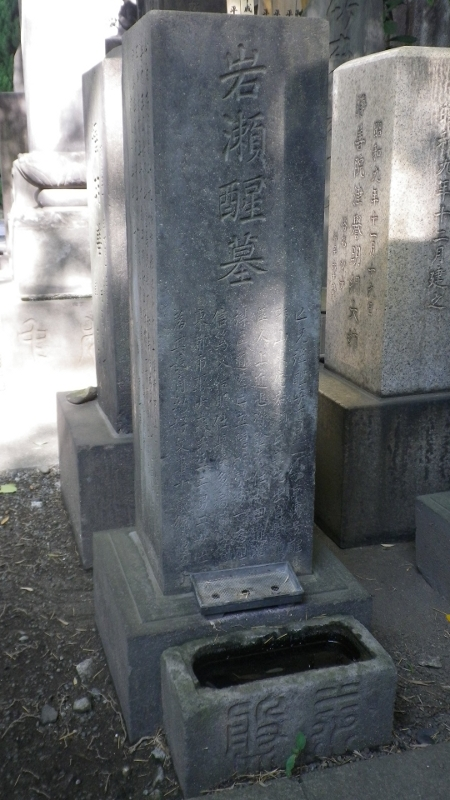
Могила Масанобу Китао
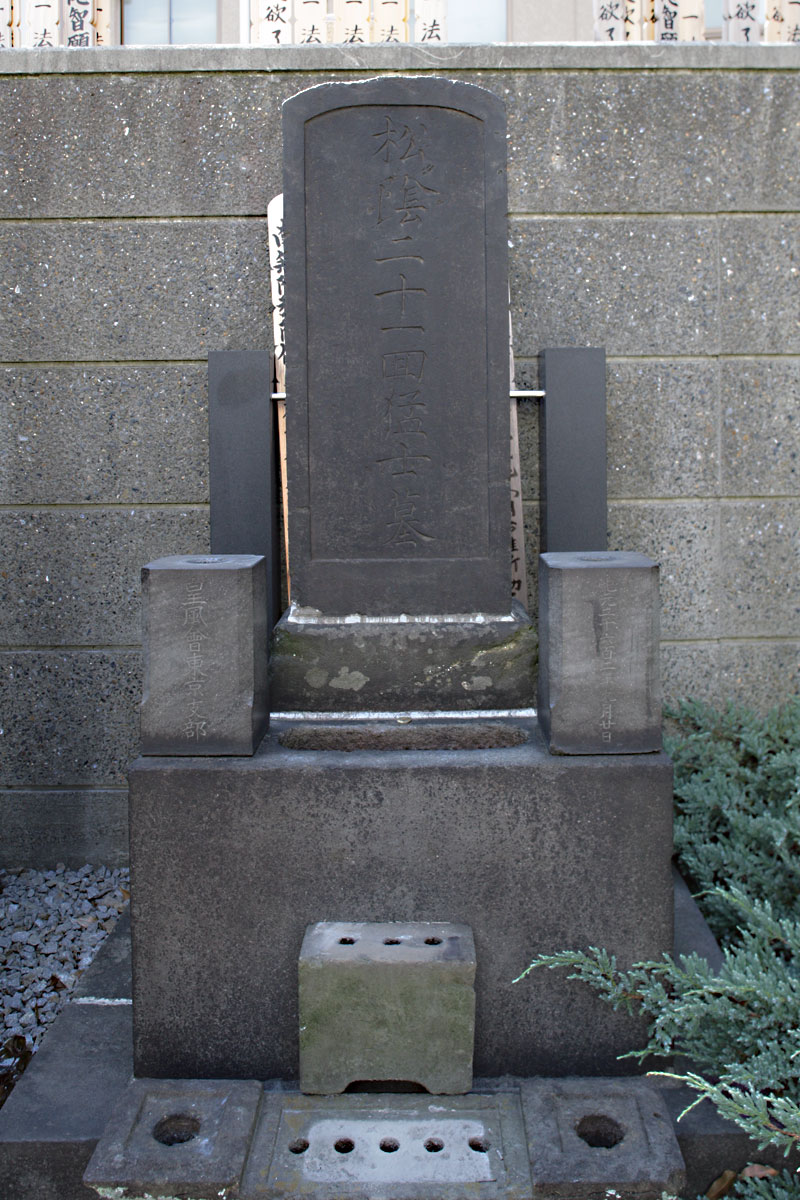
Могила Ёсида Сёин
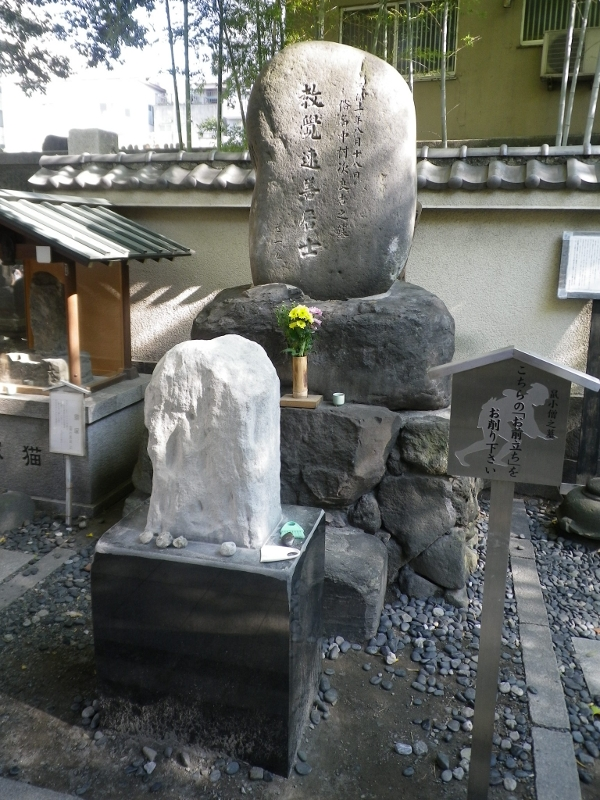
Могила Нэдзуми Кодзо

## Сумо

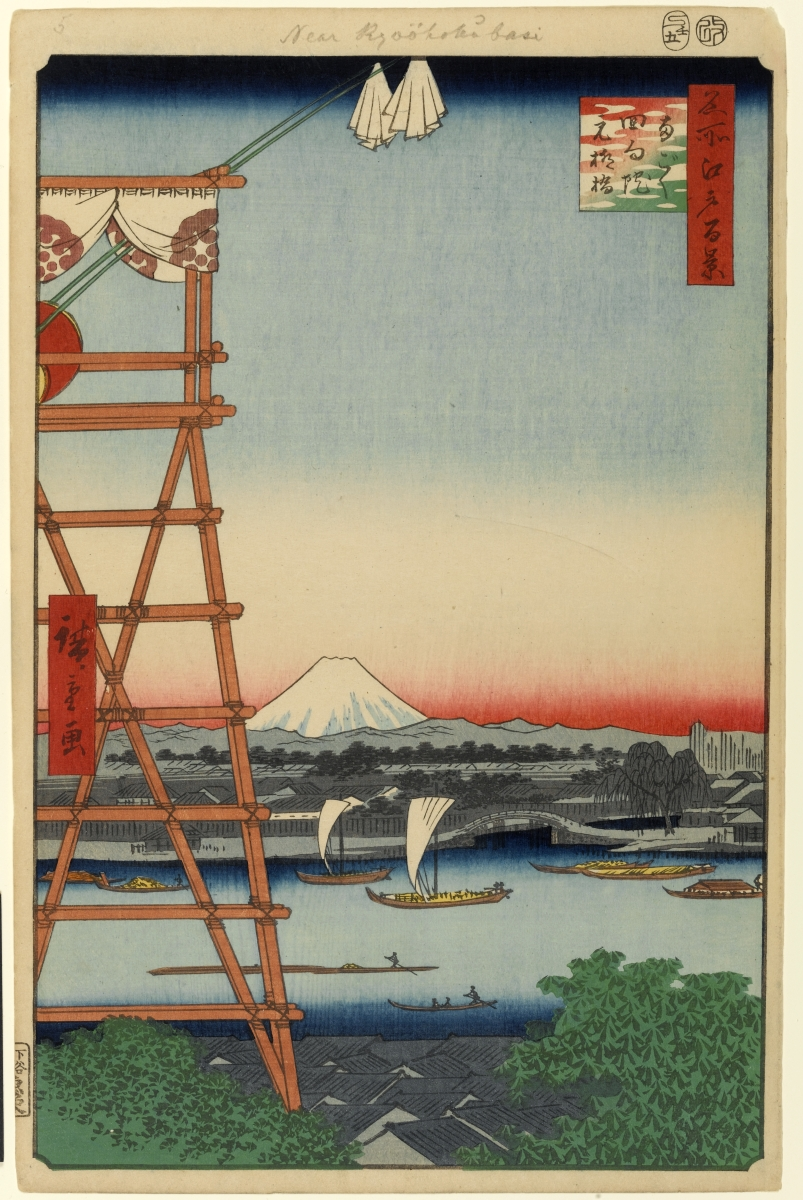
Гравюра с изображением башни храма, для оповещений о начале турниров

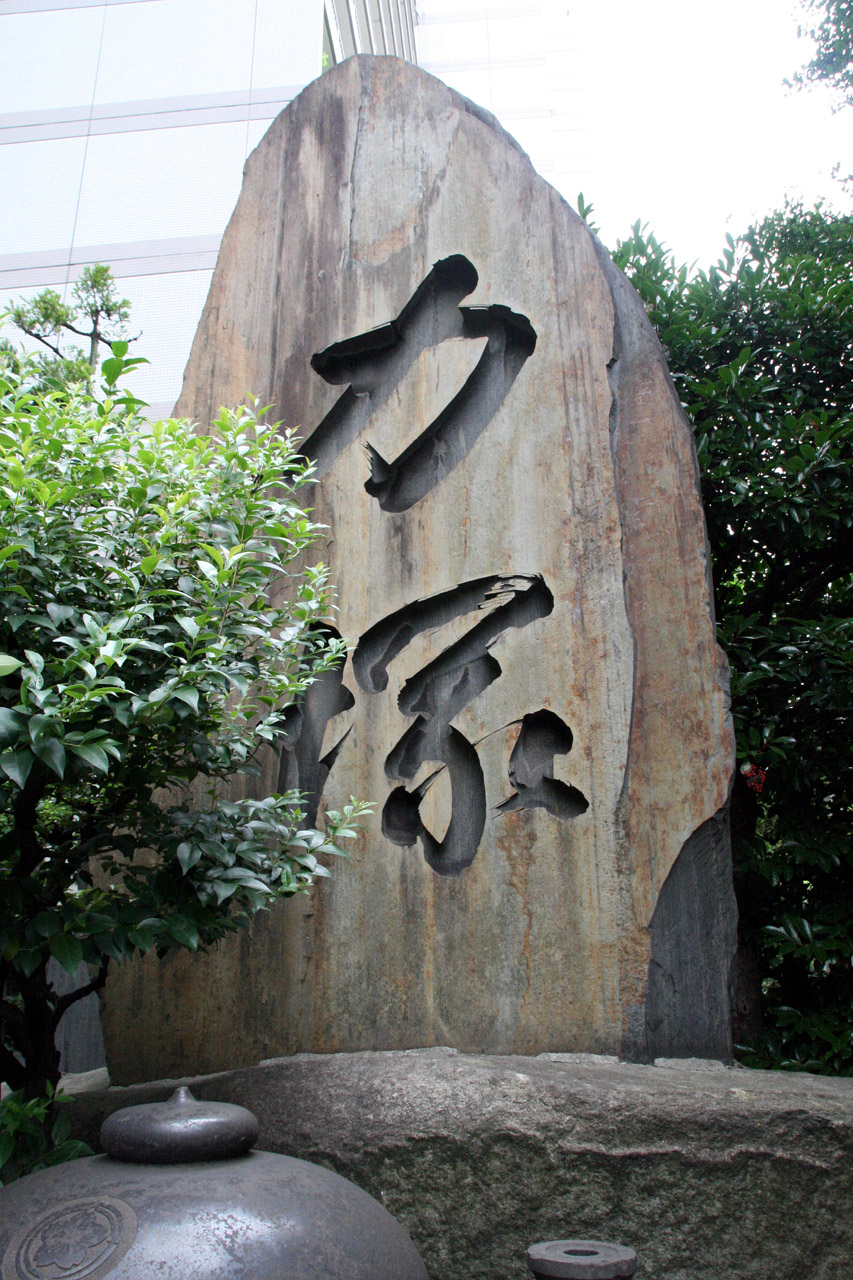
Мемориал сумоистов

Храм был известен как основное место организации турниров по борьбе сумо в периоды Эдо и Мэйдзи. Кандзин-дзумо, благотворительное мероприятие по сбору средств, разрешенное сёгунатом Токугава, явившееся истоком нынешнего профессионального сумо, впервые было проведено в храме в сентябре 1768 года. Храм был местом проведения всех турниров с октября 1833 по 1909 год. Эти годы известны как период «Экоин сумо».
В 1909 году турниры были перенесены в спортивный дворец Рёгоку Кокугикан ― арену на территории храма, вмещавшую 13000 зрителей и получившую прозвище «Большой железный зонтик», позволившую проводить турниры по сумо независимо от погоды. 
На месте первого Кокугикан в храме Экоин воздвигнут (1935) мемориальный камень. Мемориал, созданный в дань памяти сумоистам прошлого, стал местом, где начинающие борцы молятся об успехах на пути постижения искусства традиционной японской борьбы.
После Второй мировой войны турниры сумо переместились в различные места в Токио, а затем на арену Курамаэ Кокугикан в токийском районе Тайто, прежде чем вернуться в район Рёгоку в 1985 году. 
Современная арена Рёгоку Кокугикан расположена всего в 400 метрах от храма.